# Goniodiscaster australiae
Goniodiscaster australiae is een zeester uit de familie Oreasteridae.
De wetenschappelijke naam van de soort werd in 1937 gepubliceerd door Tortonese.